# Tomáš Mašek
Tomáš Mašek (* 29. března 1974) je bývalý český fotbalista.

## Hráčská kariéra
V československé nejvyšší soutěži zasáhl na podzim 1992 do 5 utkání v dresu Dukly Praha, v nichž neskóroval. Do Dukly přišel z Jižního Města.

## Ligová bilance
| Ročník                                   | Zápasy | Góly | Minuty | Klub              |
| ---------------------------------------- | ------ | ---- | ------ | ----------------- |
| 1. československá fotbalová liga 1992/93 | 5      | 0    | –      | Dukla Praha       |
| ČFL 1993/94                              | –      | 4    | –      | Sparta Krč        |
| ČFL 1994/95                              | –      | 0    | –      | Dukla Praha       |
| 2. česká fotbalová liga 1994/95          | –      | 0    | –      | Brandýs nad Labem |
| Divize B 1995/96                         | –      | –    | –      | Sparta Krč        |
| ČFL 1996/97                              | –      | 1    | –      | Sparta Krč        |
| ČFL 1997/98                              | –      | 2    | –      | Sparta Krč        |
| CELKEM 1. LIGA                           | 5      | 0    | –      |                   |